# Ляпинці
Ля́пинці — село в Україні, у Чорноострівській селищній територіальній громаді Хмельницького району Хмельницької області. Населення становить 267 осіб.

## Населення

### Мова
Розподіл населення за рідною мовою за даними перепису 2001 року:
| Мова       | Кількість | Відсоток |
| ---------- | --------- | -------- |
| українська | 262       | 98.13%   |
| циганська  | 4         | 1.50%    |
| російська  | 1         | 0.37%    |
| Усього     | 267       | 100%     |

## Галерея

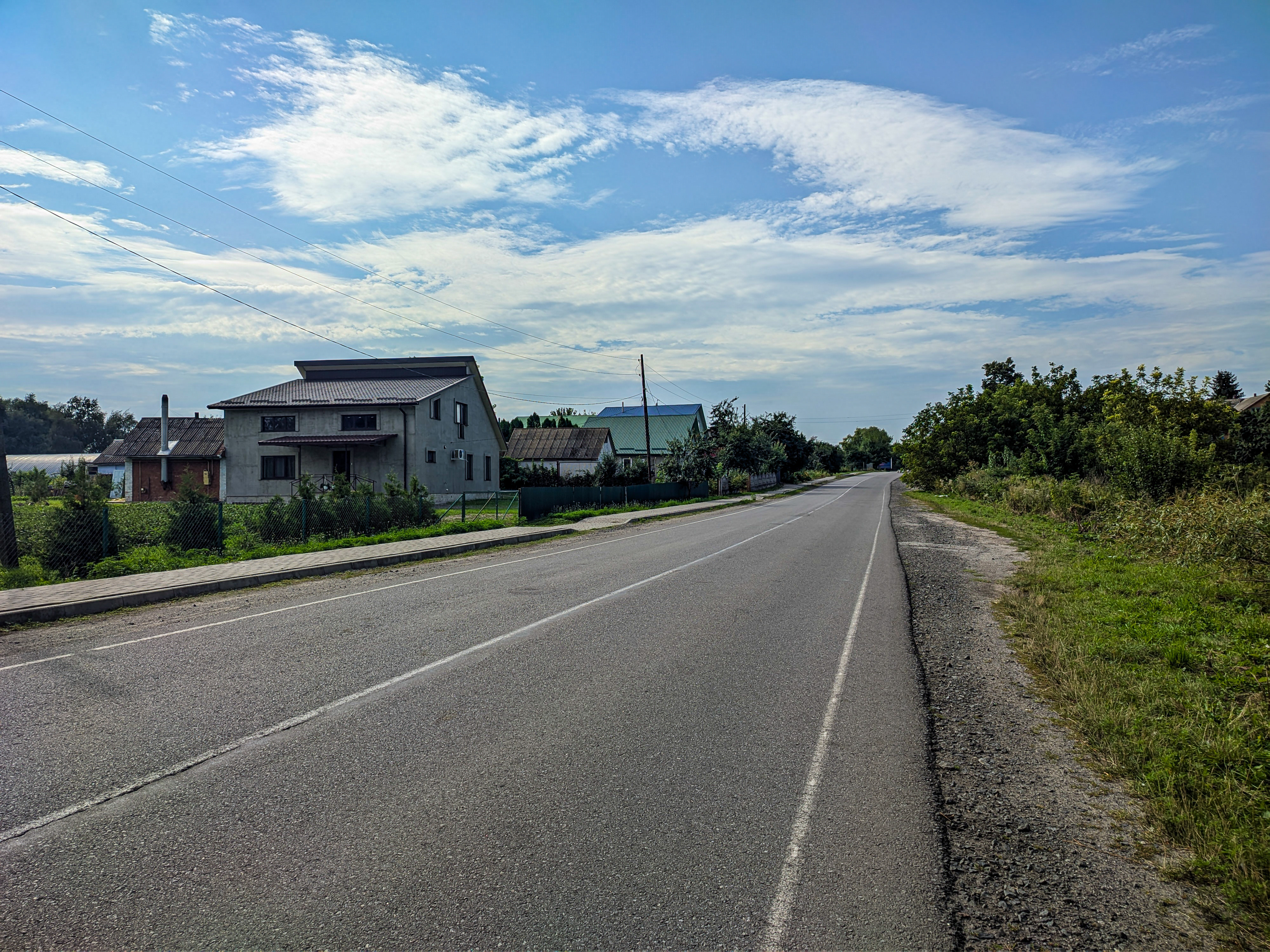
Автошлях Т2311 в селі
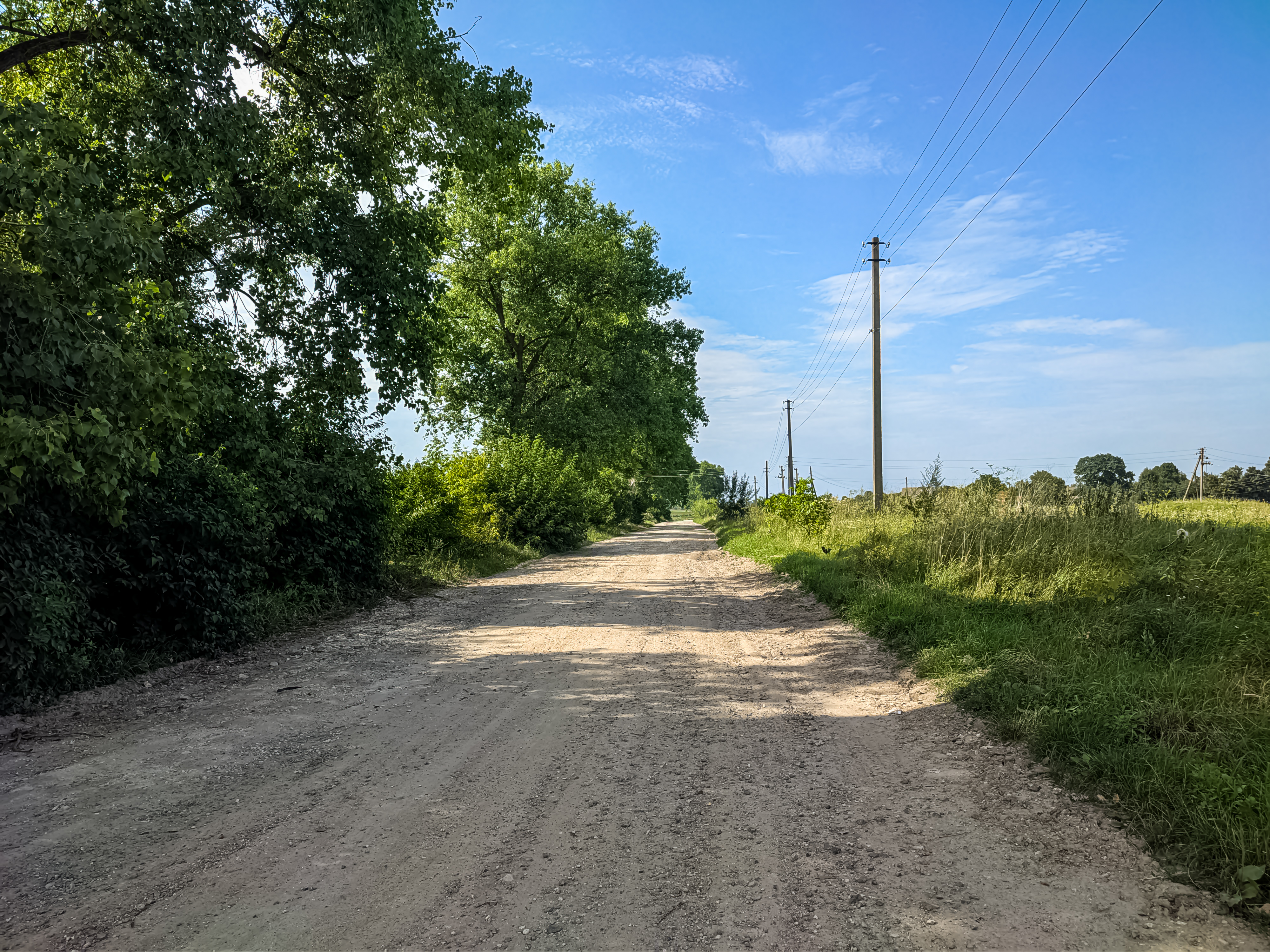
Сільська вулиця
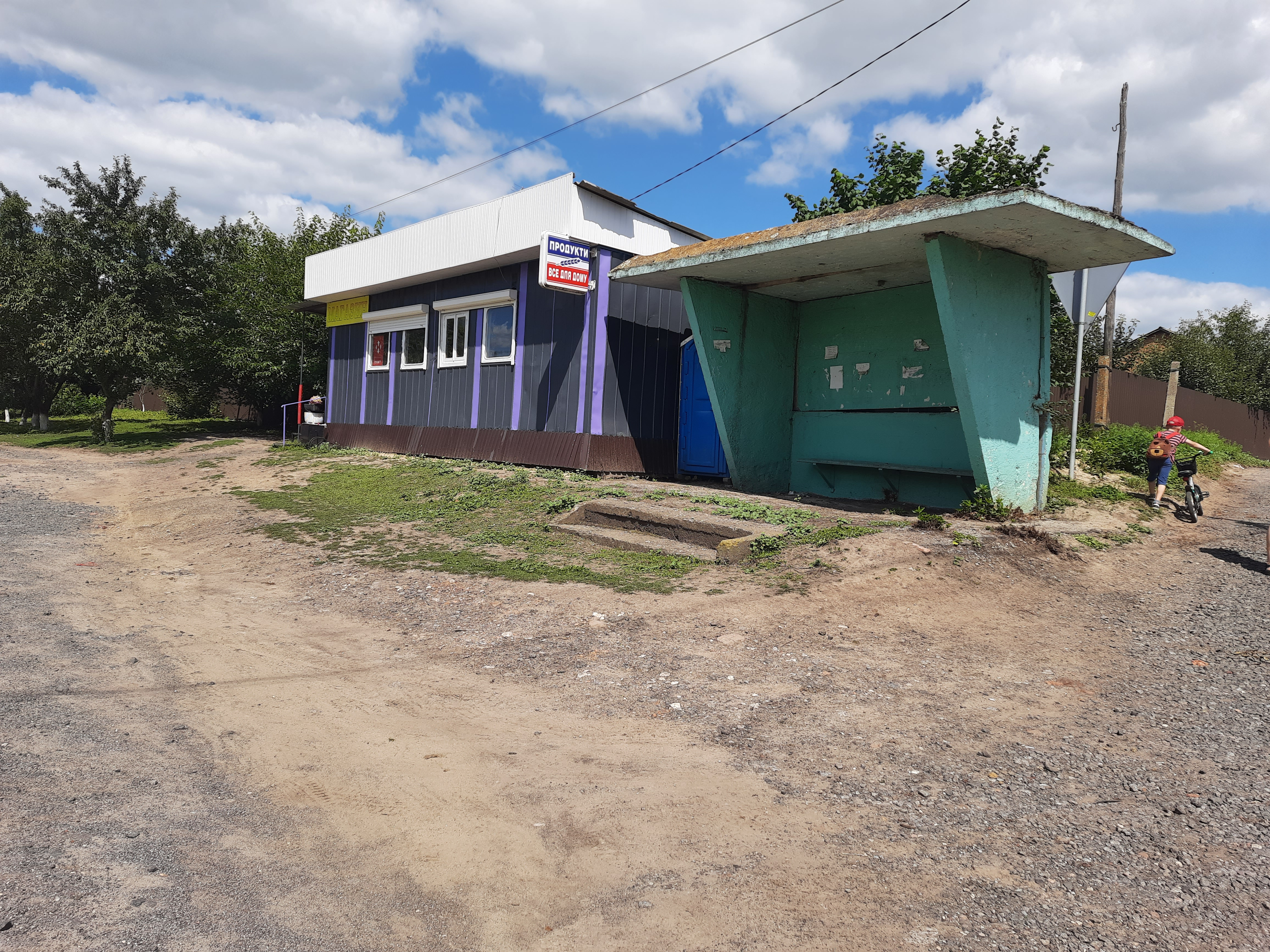
Автобусна зупинка та магазин
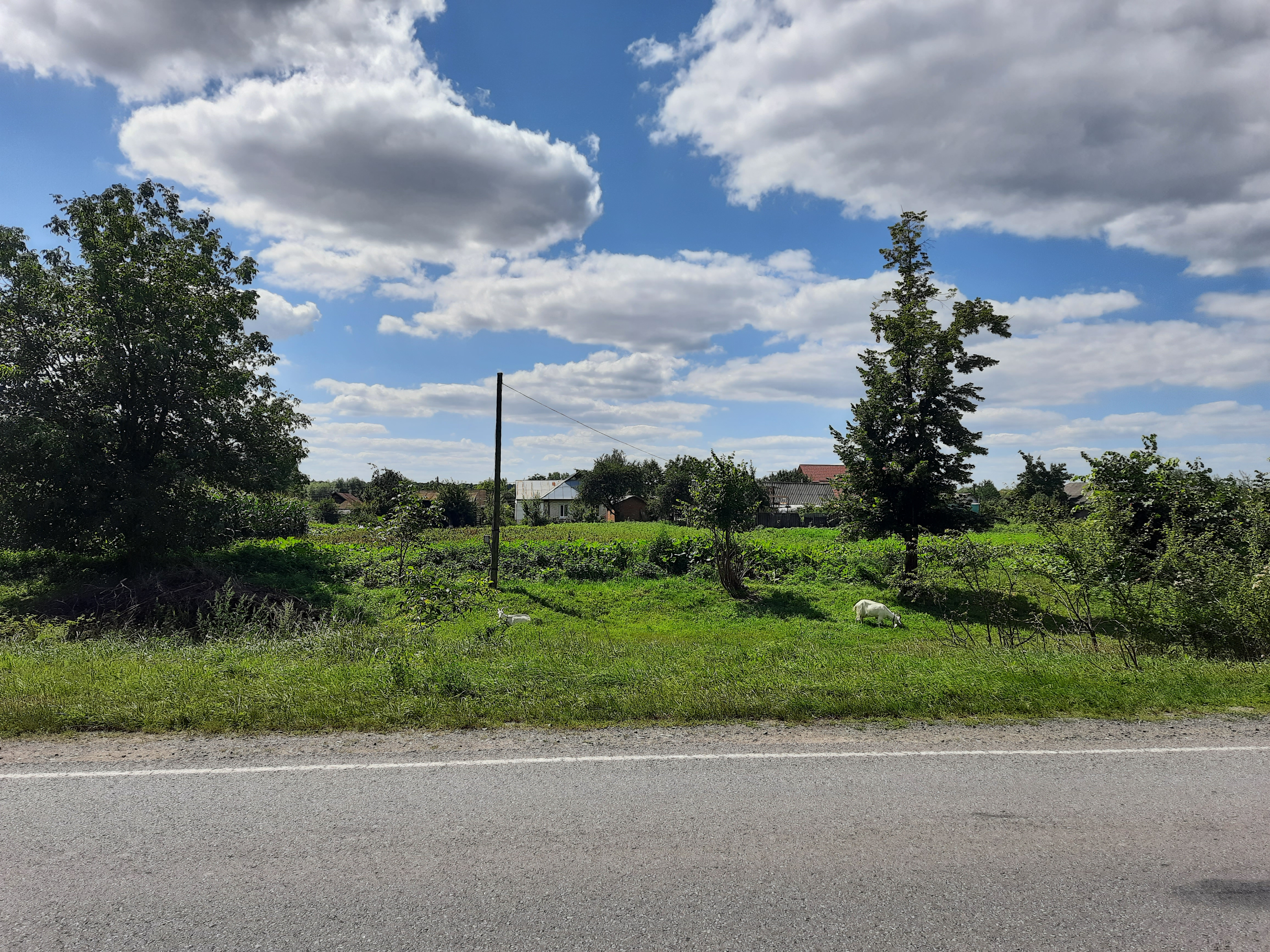
Сільський пейзаж
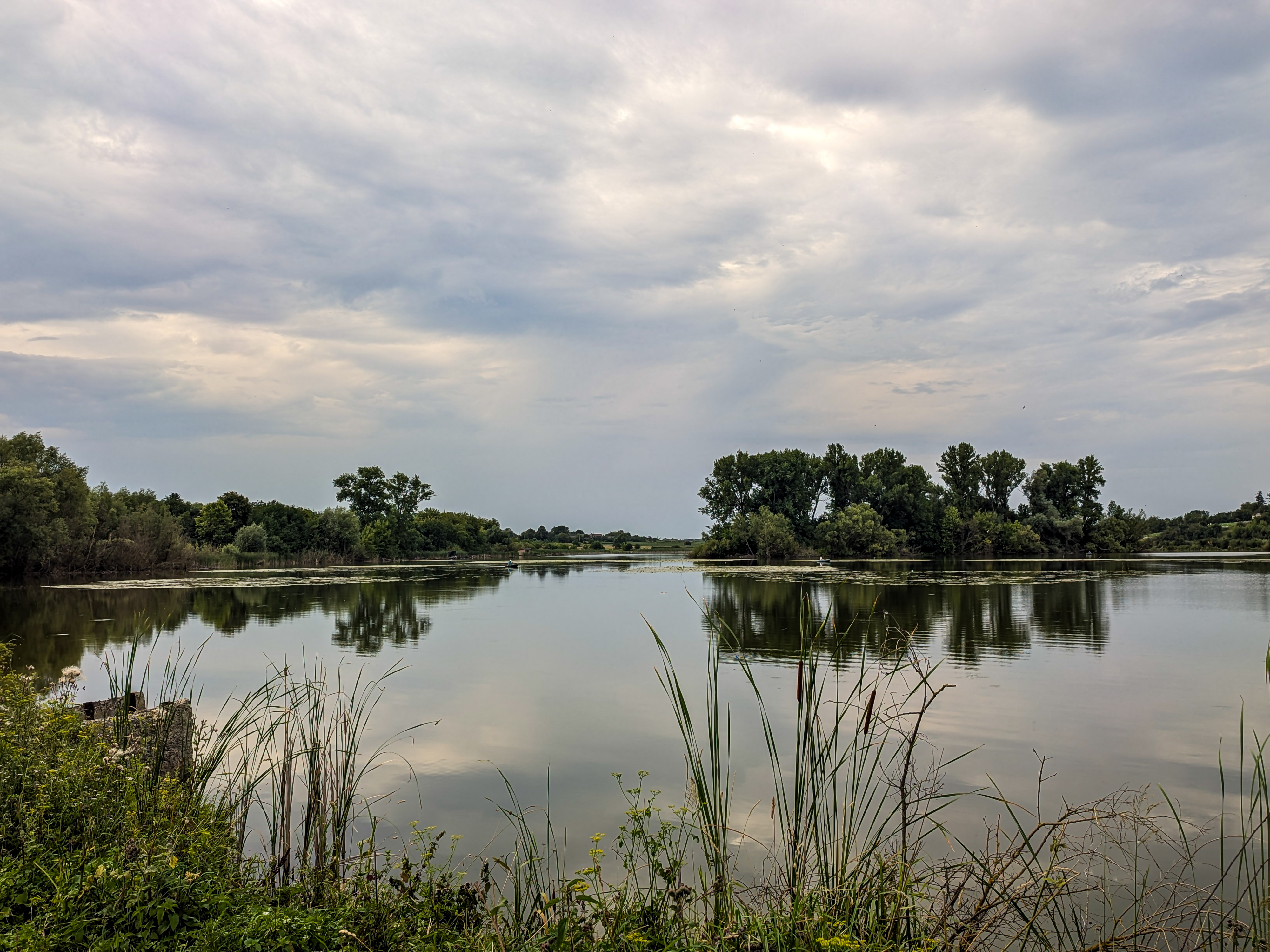
Ставок в селі
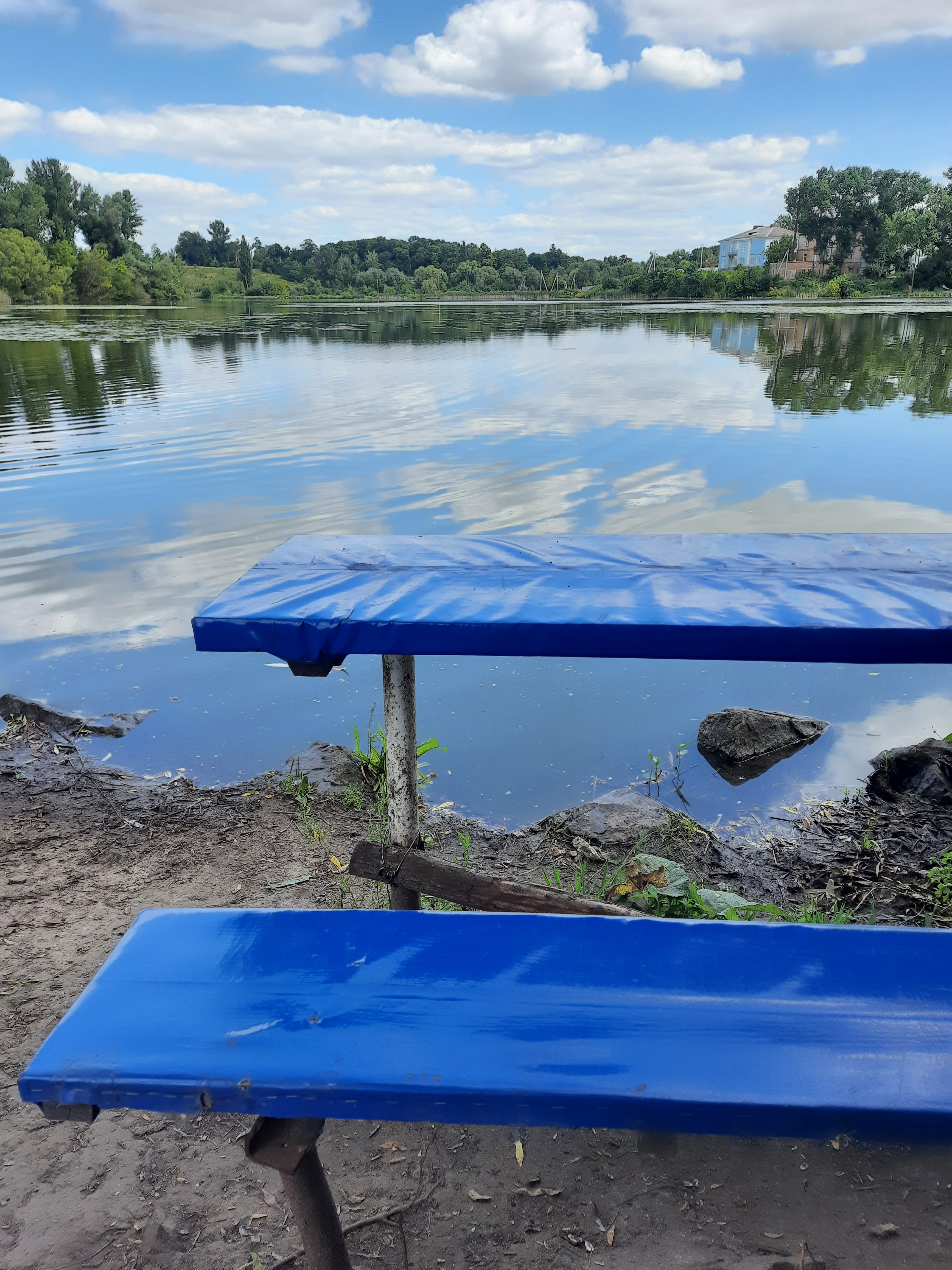
Ставок в селі